# Casă de discuri independentă
O casă de discuri independentă este o casă de discuri ce operează fără finanțare din partea organizațiilor marilor case de discuri poziționându-se ca o alternativă mainstreamului, fiind independente de corporațiile muzicale, cărora le aparțin astăzi majoritatea caselor de discuri de frunte. Casa de discuri independentă oferă distribuția compozițiilor înregistrate echipei muzicale, în timp ce casele de discuri majore își au propria rețea de distribuție a compozițiilor pentru un profit maxim. Adesea, piesele înregistrate la case de discuri independente sunt oferite gratis spre descărcare pe Internet.